# Ly thượng bì thoáng qua ở trẻ sơ sinh
Ly thượng bì thoáng qua ở trẻ sơ sinh (tiếng Anh: Transient bullous dermolysis of the newborn, viết tắt là TBDN) là một bệnh da liễu xuất hiện ở trẻ sơ sinh, đặc trưng bởi sự xuất hiện bọng nước thứ phát sau chấn thương nhẹ. :558
Đây là một dưới lớp của bệnh ly thượng bì bọng nước loạn dưỡng, cho nên đây là bệnh rất hiếm, thường là do di truyền, xuất hiện bọng nước đặc trưng khi sinh và tự khỏi trong khoảng từ 6 tháng đến một tuổi.
Các bọng nước có thể bao phủ toàn bộ cơ thể, kể cả miệng. Khi lành lại có thể để lại một số vết sẹo nhẹ. Ngoài ra, móng tay, móng chân có thể có tổn thương và tồn tịa cho đến tuổi trưởng thành.
Bệnh có liên quan tới COL7A1.
Ken Hashimoto là bác sĩ đầu tiên mô tả bệnh này vào năm 1985.